# Helvoirt
Helvoirt (uitspraak: Helvoort) is een dorp  in de Nederlandse provincie Noord-Brabant. Het is onderdeel van de gemeente Vught. Het inwonertal was op 1 januari 2023 4.990. Vanaf 1 januari 2021 behoort Helvoirt bij de gemeente Vught, door het opheffen van de gemeente Haaren.

## Toponymie
De naam Helvoirt komt van "hel", een woest, moerassig gebied, met erdoorheen een "voort" ofwel een doorwaadbare doorgang, een weg door de broeklanden. Deze "hel" is het Helvoirts Broek met zijn modder, biezen en moerasplanten. Vroege spellingswijzen zijn: Hellevorth, Heilvoert, Hellevoirt en Helvoord.

## Geschiedenis
De eerste vermelding van Helvoirt stamt van 1192. Heer Giselbert van Tilburg regelde toen samen met zijn moeder Alaysa de bouw van een kapel te Helvoirt. De omgeving moet toen al betrekkelijk intensief bewoond zijn geweest. In de 15e eeuw ging het om 600 mensen, en dat nam in de 16e eeuw toe tot ongeveer 700. Onrustige tijden maakten dat het aantal inwoners daarna weer verminderde. Bij het begin van de 19e eeuw waren er 1200 inwoners, op het einde daarvan waren het er 1600. In 1957 werd de 3000 gepasseerd en in 1974 de 4000. In 1997 werd de gemeente met 4741 inwoners opgeheven.
Tijdens de hoge middeleeuwen behoorde Helvoirt bestuurlijk tot het Kwartier van Oisterwijk van de Meierij van 's-Hertogenbosch. Het Kasteel Zwijnsbergen werd als versterkt kasteel gebouwd in de 15e eeuw als centrum van een landgoed. In 1560 werd Helvoirt als heerlijkheid uitgegeven door Filips II van Spanje. De eerste heer was Hendrik Bloeyman, die een belangrijke rol tijdens de troebelen aan het begin van de Tachtigjarige Oorlog heeft gespeeld.

## Kloosters
Op het grondgebied van Helvoirt hebben diverse kloostergemeenschappen bestaan, zoals:
- Lambertus Missiehuis, omstreeks 1920 opgericht aan de Udenhoutseweg door de Paters van het Goddelijk Woord. Zij verlieten midden jaren 50 van de 20e eeuw het gebouw en verhuisden hun seminaries naar Missiehuis Sint-Willibrord in Deurne en Missiehuis Sint-Franciscus Xaverius in Teteringen. Daarna kwamen de Hospitaalbroeders van Sint-Johannes de Deo welke de naam in Misericordia veranderden en een verpleeghuis inrichtten annex opleidingsinstituut voor verplegers. Zij verlieten het gebouw in 1989. Vervolgens werd het overgenomen door de Stichting Getuigenis van Gods Liefde, van Piet Derksen. De naam werd veranderd in Bezinningscentrum Emmaus, en het werd bestemd voor groepen die komen voor christelijke bezinning. De kloostergebouwen en kapel zijn bij dit alles intact gelaten.[4]
- Retraitehuis Loyola, aan Guldenberg 12 in een bosgebied ten noorden van Helvoirt en geleid door Jezuïeten. Sinds de jaren 1980 is in dit complex conferentiehotel 'Guldenberg' gevestigd.

## Bezienswaardigheden
- Raadhuis: het voormalige gemeentehuis met een originele houten klokkentorentje uit 1792.
- Kasteel Zwijnsbergen: een kasteel, ook wel 'Speelhuis' genoemd, uit 1428. Rond 1914 werd het gekocht door de burgemeester van 's-Hertogenbosch, Frans van Lanschot. Het is nog in het bezit van deze familie.
- Protestantse kerk: De kerk is in de 12e eeuw als een houten kapel gebouwd. In de 13e eeuw werd de kerk opgetrokken in steen. In de kerk staat op een koperen lezenaar een statenbijbel uit 1702, die dominee Van Gogh, de vader van Vincent van Gogh, bij zijn vertrek uit Helvoirt in 1875 aan de kerk schonk. Het eikenhouten doksaal werd in 1872 door dezelfde dominee verkocht aan het Rijksmuseum in Amsterdam.
- Katholieke Sint-Nicolaaskerk: grote neogotische kerk uit 1901-1903 naar een ontwerp van Hubert van Groenendael.
- Jagtlust, een voormalige buitenplaats aan de Torenstraat, uit 1781, met aan de overzijde van de straat de Overtuin. Het werd gebouwd door Reinier Henrick van Kuffeler, een rijke Amsterdammer die zussen had wonen op Kasteel Maurick en op Kasteel Zwijnsbergen. Het buiten werd gebouwd op de fundamenten van een veel ouder huis, mogelijk een uithof van de Abdij van Sint-Geertrui te Leuven.
- Lijst van rijksmonumenten in Helvoirt
- Lijst van gemeentelijke monumenten in Helvoirt

## Natuur en landschap
Helvoirt ligt ten zuiden van de Zandleij, waarin ook de Broekleij uitmondt. Oostelijk van de kom ligt het natuurgebied Helvoirts Broek. Al rond 1900 begon met ontwatering van dit moerassig gebied en overloopplaats van overtollig water uit de Broekleij. Sinds 1994 is het omgevormd tot natuurgebied en zijn grote stukken grond in het bezit van Het Brabants Landschap. Andere natuurgebieden zijn het landgoed Zwijnsbergen nabij de Zandleij en de Helvoirtse Heide, ten noorden van de Zandleij.

## Cultuur en verenigingsleven
Helvoirt heeft veel verenigingen en een actieve dorpsgemeenschap. Rondom Hemelvaartsdag wordt er sinds 1971 jaarlijks een vier dagen durend evenement georganiseerd, het "Helvoirts weekend", met muziek en gezelligheid.

## Nabijgelegen kernen
Haaren, Esch, Vught, Biezenmortel, Cromvoirt

## Televisieserie
In januari 2019 begon de AVROTROS met het uitzenden van het tv-programma De Buit. Dit programma speelde zich af in Helvoirt waarin tien inwoners van het dorp een overval op een busje moesten plegen en een buit van € 80.000,- moesten bemachtigen. In de serie probeerde de recherche er binnen twee weken achter te komen wie de overval gepleegd hadden. Als de overvallers niet ontdekt werden, mochten zij het bemachtigde geld houden.

## Geboren in Helvoirt
- Willem Warnaar (10 april 1867 - 1 februari 1942), ARP-politicus en bloembollenkweker
- Geert Corstens (1 februari 1946), jurist, voormalig hoogleraar strafrecht (Nijmegen), en voormalig president van de Hoge Raad der Nederlanden.

## Externe link

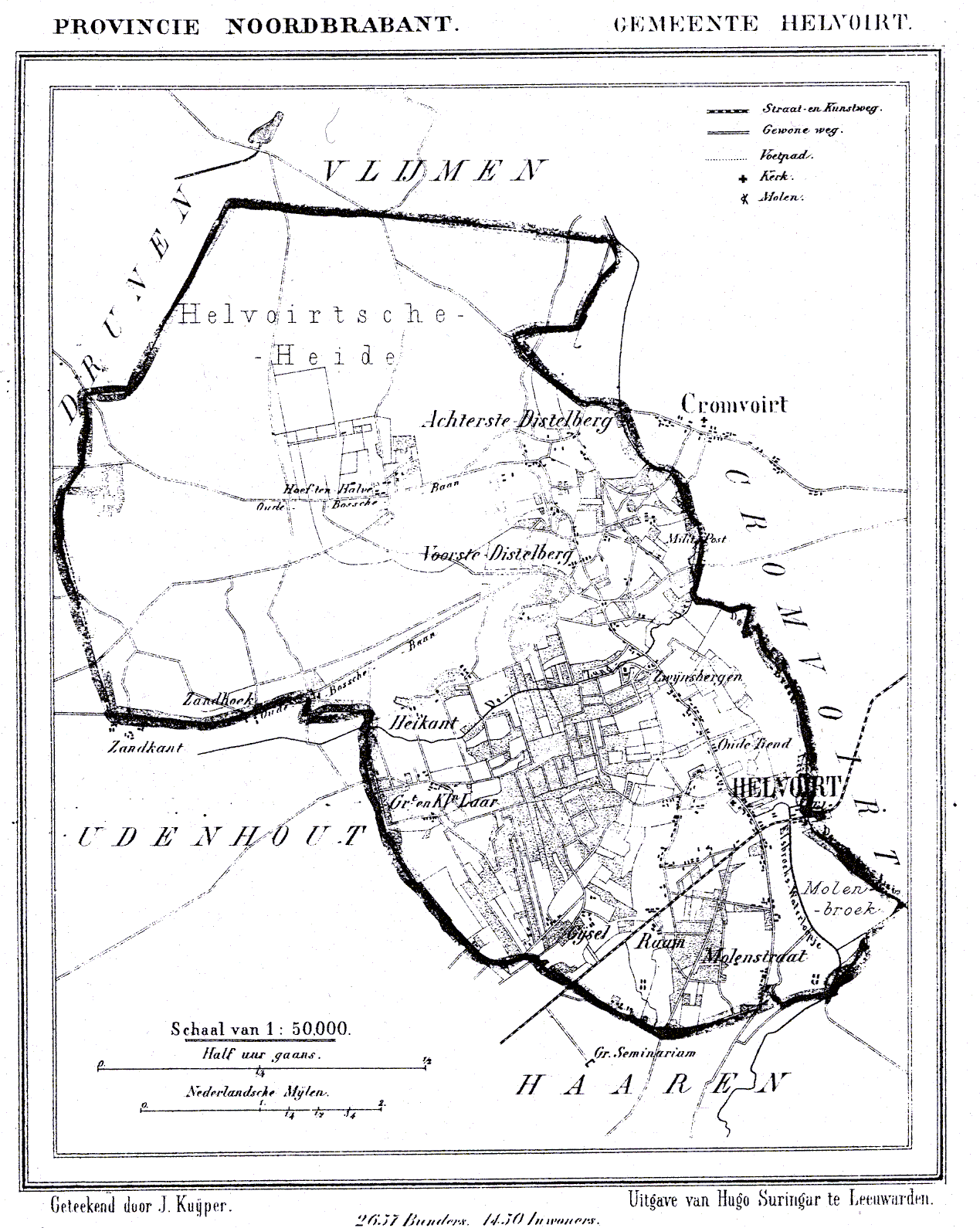
Helvoirt in 1866
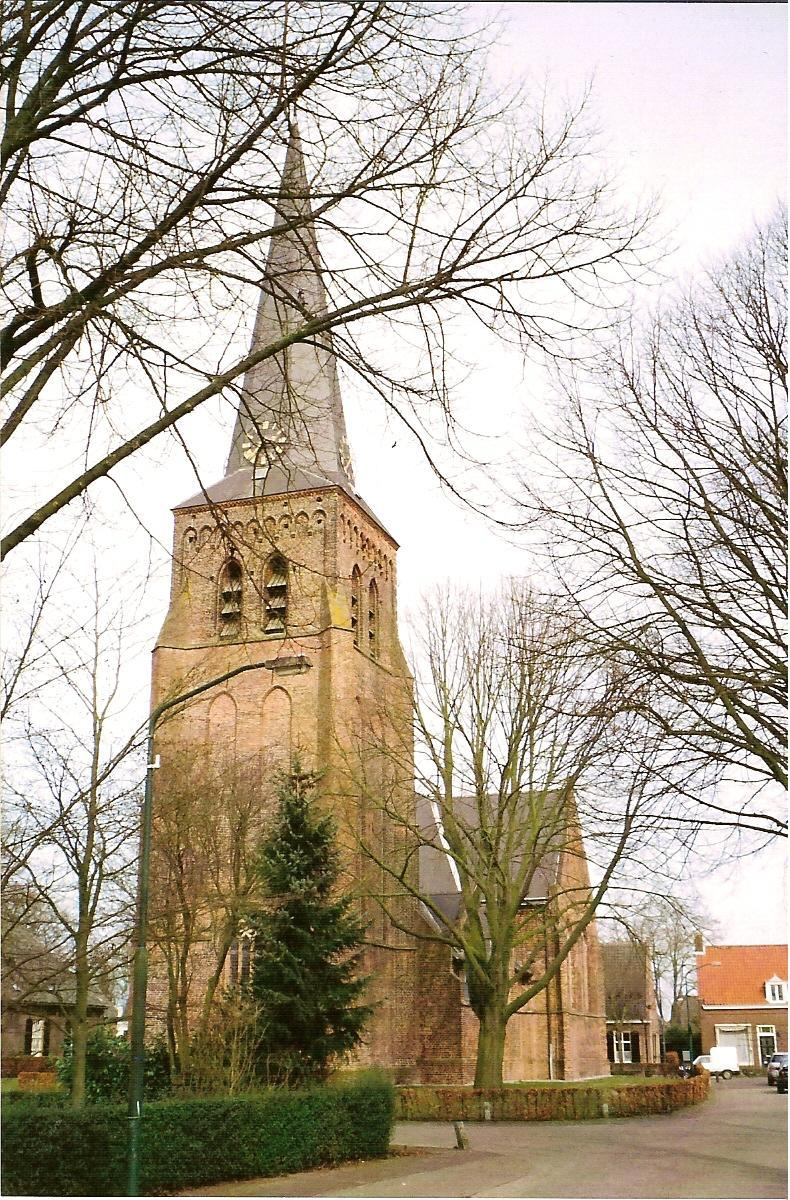
Hervormde kerk
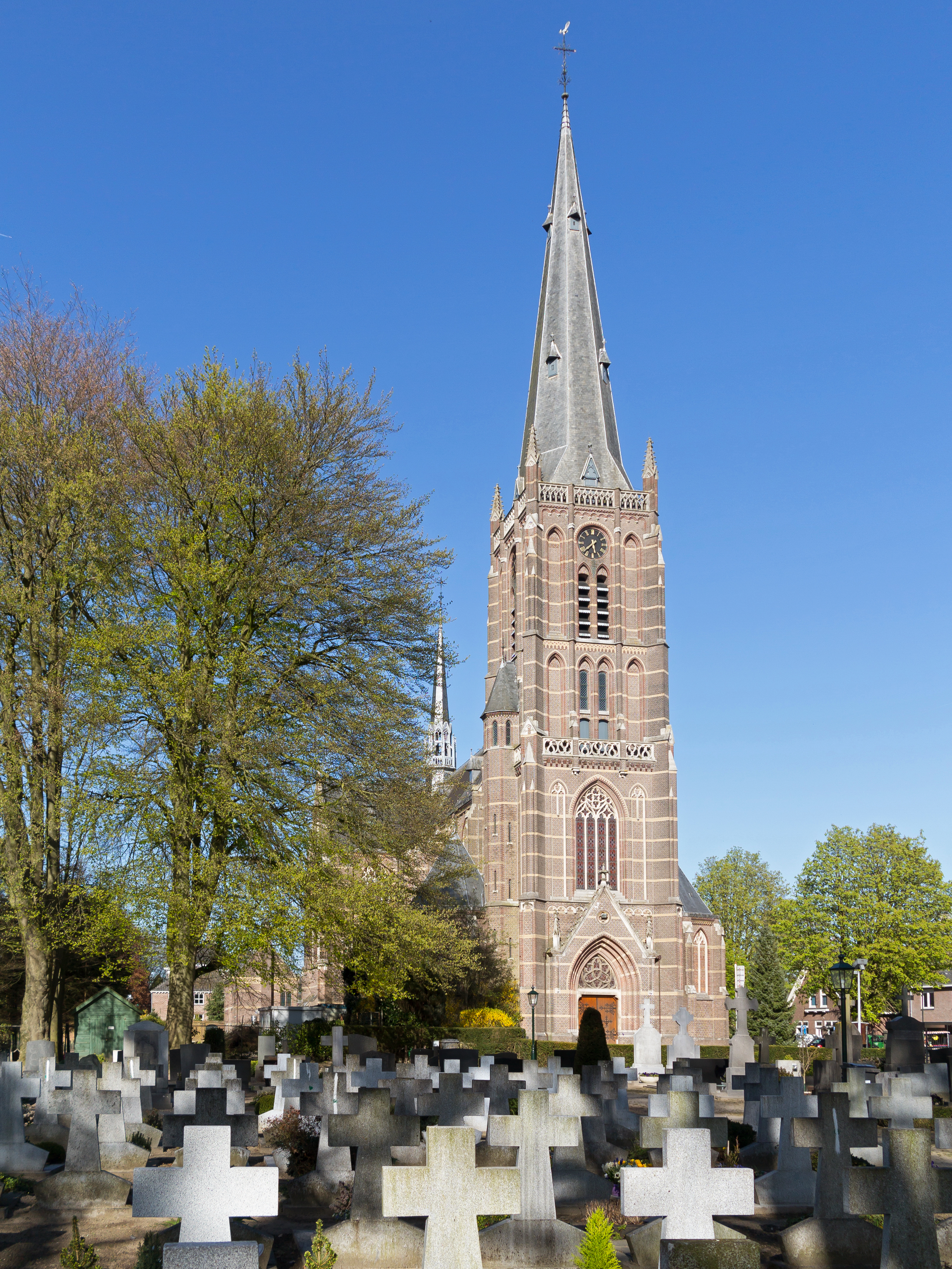
Katholieke kerk
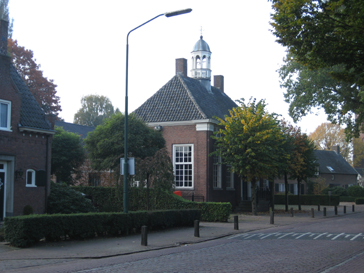
Voormalig Raadhuis